# الناصرة (تعز)
الناصره هي إحدى قرى الجمهورية اليمنية. تتبع جغرافيا لمحافظة تعز وإداريًا لمديرية التعزية. يبلغ تعداد سكانها 1046 نسمة حسب الإحصاء الذي أجري عام 2004.